# Capra hircus cretica
La capra kri-kri (Capra hircus cretica), a volte chiamata capra cretese, è una sottospecie della capra domestica. 
Scavi archeologici hanno portato alla luce diverse rappresentazioni della capra kri-kri in affreschi o in pitture vascolari antichi e si ritiene che quest'animale sia stato portato sull'isola di Creta durante il periodo minoico.

## Descrizione
La kri-kri, pur di dimensioni poco più grandi di quelle di una capra comune, ha un aspetto maestoso: possiede una lunga barba e un mantello bruno con una banda nera che, dal muso, percorre la schiena fino alla coda; più o meno neri possono essere anche il petto e le zampe nel maschio, due lunghe corna ricurve simili a quelle dello stambecco.

## Distribuzione e habitat
La capra Kri-kri, ungulato originario del Mediterraneo orientale, oggi è presente solo sull'isola di Creta e sugli isolotti di Dia, Thodorou e Agii Pandes; è stata inoltre recentemente introdotta su alcuni altri isolotti nel Mare Egeo.
Al giorno d'oggi la popolazione più numerosa della kri-kri è presente nella zona occidentale dell'isola di Creta presso il massiccio delle Montagne bianche (2.400m) nella zona delle Gole di Samariá, a circa 900 metri di altezza. Questa regione, che ospita ben altre 14 specie animali endemiche, è protetta dall'UNESCO come riserva della biosfera. Come già detto piccole comunità sono anche presenti su altre isole vicine.

## Conservazione
Nel 1960 la popolazione complessiva della Kri-kri era inferiore ai 200 esemplari. Durante l'occupazione tedesca dell'isola durante la seconda guerra mondiale, infatti, la carne della kri-kri era l'unica risorsa di cui potevano disporre i partigiani cretesi che si trovavano nelle montagne. La volontà di proteggere questa specie fu alla base dell'istituzione nei primi anni sessanta del parco nazionale delle gole di Samaria.
Oggi sopravvivono circa 2000 esemplari di kri-kri, ma la specie è ancora ritenuta vulnerabile: non cessa la caccia da parte dei bracconieri (nonostante sia assolutamente vietata) e gli incroci con capre comuni mettono a rischio il patrimonio genetico della specie, oltre a trasmettere varie malattie infettive.